# Gary (Dakota du Sud)
Pour les articles homonymes, voir Gary.
Gary est une municipalité américaine située dans le comté de Deuel, dans l'État du Dakota du Sud. Selon le recensement de 2010, elle compte 227 habitants. La municipalité s'étend sur 0,69 milles carrés (1,79 km2).
Fondée en 1877 par le Winona and St. Peter Railroad, la ville s'appelle d'abord State Line, en raison de sa situation sur la frontière (line) entre les États (states) du Minnesota et du Dakota du Sud. Elle adopte son nom actuel en référence à un postier local, H. B. Gary.

## Démographie
| 1890 | 1900 | 1910 | 1920 | 1930 | 1940 |
| ---- | ---- | ---- | ---- | ---- | ---- |
| 277  | 345  | 477  | 588  | 543  | 566  |

| 1950 | 1960 | 1970 | 1980 | 1990 | 2000 |
| ---- | ---- | ---- | ---- | ---- | ---- |
| 558  | 471  | 366  | 354  | 274  | 231  |

| 2010 | - | - | - | - | - |
| ---- | - | - | - | - | - |
| 227  | - | - | - | - | - |